# NGC 1569
إن جى سى 1569 (بالإنجليزية: NGC 1569) هي مجرة قزمة غير منتظمة تقع في كوكبة الزرافة  وتنتمي لتجمع IC 342 المجري. المجرة تبعد عنا نحو 11 مليون سنة ضوئية . وتمتد لحوالي 12 ألف سنة ضوئية وهي ليست مجرة مثالية للرصد عند هواة الفلك وتدرس جيدا من قبل الفلكيين المهتمين بتشكل وتكوين النجوم . للمجرة إنزياح نحو الأزرق  وهذا يعنى أنها تتجه نحو مجرتنا . وهى أصغر من سحابة ماجلان الصغرى، ولكن أكثر سطوعا من سحابة ماجلان الكبرى .

## تشكل النجوم
مجرة إن جى سى 1569 تحتوى على اثنتين من أبرز مجموعات النجوم، المجموعة الأولى وهي المنطقة أ التي تقع في الشمال الغربى من المجرة وتحتوى على نجوم حديثة الولادة والتي تشكلت قبل 5 ملايين سنة مضت، والمنطقة ب وتقع بالغرب من مركز المجرة ومعظمها تتكون من النجوم القديمة مثل العمالقة الحمر .

## الإكتشاف
تم اكتشاف NGC 1569 في 4 نوفمبر 1788 من قبل عالم الفلك الألماني البريطاني ويليام هيرشيل.

## اقرأ أيضا
- مجموعة IC 342 / مافاي

## وصلات خارجية
- NGC 1569 على موقع ويكي سكاي: DSS2, SDSS, GALEX, IRAS, Hydrogen α, X-Ray, Astrophoto, Sky Map, Articles and images
- NGC 1569 at ESA/Hubble
- Astronomy Photo of the Day: NGC 1569
- NGC 1569 at Constellation Guide